# HANOS

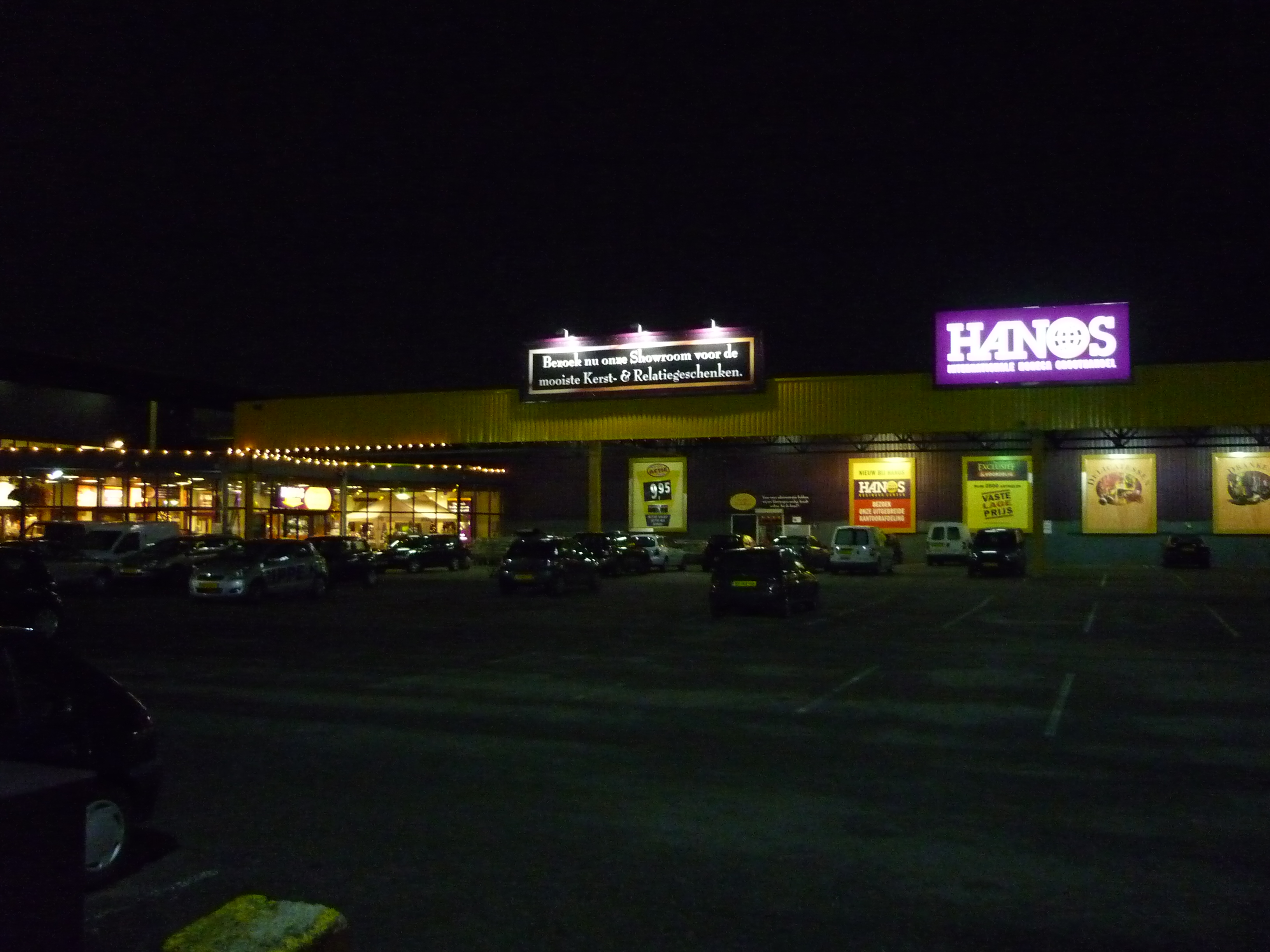
Hanos Amsterdam

HANOS is een internationale horecagroothandel opgericht in 1975. Het hoofdkantoor staat in Apeldoorn. Sinds de oprichting is HANOS als horecagroothandel uitgegroeid tot een organisatie met twintig groothandelvestigingen verspreid door heel Nederland en drie in België.

## Geschiedenis
HANOS is in 1975 ontstaan als zelfbedieningsgroothandel voor de horeca in Apeldoorn en omgeving. In 1980 werd besloten tot uitbreiding van het assortiment verse vis, vlees en agf (aardappelen, groenten en fruit), nadat horecaondernemers aangaven al hun inkopen onder één dak te willen doen, het zogenaamde one-stop shopping. In 1982 begon HANOS met de bezorgservice en koos het bedrijf voor de koers van internationale horecagroothandel, omdat de vraag naar buitenlandse versproducten explosief steeg. Vanaf 1989 importeerde HANOS zelf wijnen van diverse wijnhuizen van over de hele wereld. Begin jaren 90 kwamen er uitgebreide patisserieafdelingen in de vestigingen. Tevens kwam er een wildfabriek in Apeldoorn, waar het wild van het begin tot het einde verwerkt wordt. In 2009 nam HANOS de Nederlandse vestigingen van ISPC in Breda en Utrecht over en medio 2010 ging HANOS een samenwerkingsverband aan met Versvishandel Jan van As. In oktober 2010 trad HANOS-ISPC Nederland toe tot de inkoopvereniging MAXXAM C.V. In december 2010 heeft HANOS-ISPC Fourcroy Nederland overgenomen.